# Рагби клуб Ваљадолид
Рагби клуб Ваљадолид је шпански рагби јунион (рагби 15) клуб из Ваљадолида, који се такмичи у најјачем рангу рагби 15 такмичења у Краљевини Шпанији, а то је Дивизија части. 4 пута до сада је учествовао у челинџ купу. Већину трофеја Ваљадолид је освојио у 21. веку.

## Успеси
Првенство Шпаније у рагбију - 6
1999, 2001, 2012, 2013, 2014, 2015
Рагби куп Краља - 4
1998, 2010, 2013, 2014
 Рагби супер куп Шпаније - 5
2010, 2012, 2013, 2014, 2015